# العلاقات الليبيرية المصرية
العلاقات الليبيرية المصرية هي العلاقات الثنائية التي تجمع بين ليبيريا ومصر.

## مقارنة بين البلدين
هذه مقارنة عامة ومرجعية للدولتين:
| وجه المقارنة                                              | ليبيريا      | مصر           |
| --------------------------------------------------------- | ------------ | ------------- |
| المساحة (كم2)                                             | 111.37 ألف   | 1.01 مليون    |
| عدد السكان (نسمة)                                         | 4.73 مليون   | 94.80 مليون   |
| الكثافة السكانية (ن./كم²)                                 | 42.47        | 93.86         |
| العاصمة                                                   | مونروفيا     | القاهرة       |
| اللغة الرسمية                                             | لغة إنجليزية | اللغة العربية |
| العملة                                                    | دولار ليبيري | جنيه مصري     |
| الناتج المحلي الإجمالي (بليون دولار)                      | 2.16 مليار   | 235.37 مليار  |
| الناتج المحلي الإجمالي (تعادل القوة الشرائية) بليون دولار | 3.76 مليار   | 998.67 مليار  |
| الناتج المحلي الإجمالي الاسمي للفرد دولار أمريكي          | 455          | 3.61 ألف      |
| الناتج المحلي الإجمالي للفرد دولار أمريكي                 | 842          |               |
| مؤشر التنمية البشرية                                      | 0.430        | 0.690         |
| رمز المكالمات الدولي                                      | +231         | +20           |
| رمز الإنترنت                                              | .lr          | .eg، .مصر     |
| المنطقة الزمنية                                           | 00           | ت ع م+02:00   |

## منظمات دولية مشتركة
يشترك البلدان في عضوية مجموعة من المنظمات الدولية، منها:
| علم المنظمة | اسم المنظمة                               | تاريخ انضمام ليبيريا | تاريخ انضمام مصر |
| ----------- | ----------------------------------------- | -------------------- | ---------------- |
|             | مؤسسة التنمية الدولية                     | 28 مارس 1962         | 26 أكتوبر 1960   |
|             | البنك الإفريقي للتنمية                    | ?                    | 10 سبتمبر 1964   |
|             | مؤسسة التمويل الدولية                     | 28 مارس 1962         | 20 يوليو 1956    |
|             | الأمم المتحدة                             | 2 نوفمبر 1945        | 24 أكتوبر 1945   |
|             | الاتحاد الدولي للاتصالات                  | 10 أكتوبر 1927       | 9 ديسمبر 1876    |
|             | منظمة الشرطة الجنائية الدولية             | ?                    | 7 سبتمبر 1923    |
|             | البنك الدولي للإنشاء والتعمير             | 28 مارس 1962         | 27 ديسمبر 1945   |
|             | الاتحاد البريدي العالمي                   | ?                    | ?                |
|             | المركز الدولي لتسوية المنازعات الاستشارية | 16 يوليو 1970        | 2 يونيو 1972     |
|             | وكالة ضمان الاستثمار متعدد الأطراف        | 12 أبريل 2007        | 12 أبريل 1988    |
|             | الاتحاد الأفريقي                          | ?                    | 9 يوليو 2002     |
|             | يونسكو                                    | 6 مارس 1947          | 22 يناير 1947    |

## وصلات خارجية
- موقع وزارة الخارجية الليبيرية
- موقع وزارة الخارجية المصرية